# Cuviera tomentosa
Cuviera tomentosa är en måreväxtart som beskrevs av Bernard Verdcourt. Cuviera tomentosa ingår i släktet Cuviera och familjen måreväxter. IUCN kategoriserar arten globalt som sårbar. Inga underarter finns listade i Catalogue of Life.